# Nibbs Carter
Timothy „Nibbs” Carter (ur. 7 września 1966 w Cleethorpes) – brytyjski basista heavymetalowej grupy Saxon.

## Życiorys
Po raz pierwszy wziął udział w nagraniu jako muzyk sesyjny w 1987 r. Zaprosił go wtedy Eddie Clark z zespołu Fastway do współpracy przy powstawaniu albumu „On Target”.
W 1988 r. dołączył do składu grupy Saxon, zastępując Paula Johnsona, który opuścił zespół po nagraniu albumu „Destiny”. Debiutował podczas nagrania dwóch albumów koncertowych: „Rock ’n’ Roll Gypsies Live” i „Greatest Hits Live”. Carter miał wówczas 22 lata i był najmłodszym członkiem zespołu. Szybko zyskał popularność wśród fanów Saxon. Jego świeże pomysły wpłynęły na zmianę stylu muzycznego Saxon. Współtworzył aż 13 albumów tej grupy.
W 2010 roku zrezygnował z udziału w trasie koncertowej Saxon, z powodu poważnej choroby żony. Zastąpił go tymczasowo Yenz Leonhardt, były gitarzysta Kingdom Come.

## Dyskografia

### Z zespołem Saxon
- (1989) Rock ’n’ Roll Gypsies
- (1990) Greatest Hits Live
- (1990) Solid Ball Of Rock
- (1992) Forever Free
- (1995) Dogs of War
- (1996) The Eagle Has Landed – część II
- (1997) Unleash the Beast
- (1999) Metalhead
- (2001) Killing Ground
- (2002) Heavy Metal Thunder
- (2004) Lionheart
- (2006) The Eagle Has Landed – część 3
- (2007) The Inner Sanctum
- (2009) Into the Labyrinth

### Współpraca w nagraniach studyjnych
- (1988) On Target – Fastway
- (1990) All Stars – Various Artists
- (2001) 666 Number Of The Beast Tribute To Iron Maiden – Various Artists